# Света Троица (Велвендо)
Вижте пояснителната страница за други значения на Света Троица.
 Тази статия е за църквата в градчето.  За манастира „Света Троица“ вижте Велвендски манастир.  За метоха „Света Троица“ вижте Велвендски метох.
„Света Троица“ (на гръцки: Ναός Αγίας Τριάδας Βελβεντού) е възрожденска православна църква в южномакедонския град Велвендо, Егейска Македония, Гърция, част от Сервийската и Кожанска епархия.
Църквата е изградена около 1870 година в местността Батания (Μπατάνια). През 1957 година е издигнат нов покрив, а храмът е обновен през 1996 година. По-късно е изработен нов иконостас и храмът е изписан. Две стари икони на Светата Троица в храма са смятани за чудотворни.